# Tatra 93
Tatra 93 byl dvoutunový vojenský nákladní automobil se znakem náprav 6×6, vyráběný Závody Ringhoffer-Tatra a.s. v Kopřivnici. Vznikl úpravou typu Tatra 92, hlavní změnou bylo doplnění pohonu přední nápravy. Vyráběl se téměř výhradně pro rumunskou armádu. Během let 1938–1939 vzniklo 783 vozů Tatra 93.

## Historie
V červenci 1937 uzavřel podnik Ringhoffer-Tatra smlouvu s firmou MAN, zastupující rumunskou vládu, o dodávkách vojenských automobilů pro rumunskou královskou armádu. Hlavní část kontraktu tvořila dodávka třínápravových nákladních automobilů s pohonem všech kol (6×6), a to ve verzi valník (699 kusů), výzvědný vůz (45 kusů) a velitelský vůz (35 kusů). Vozy měly být dodány během let 1938–1939.
Pro účel tohoto kontraktu zhotovili konstruktéři Tatry třínápravový podvozek V 800 s pohonem všech kol, využívající součástí vozu Tatra 92. Kvůli instalaci pohonu přední nápravy došlo k přemístění olejové vany a úpravě jejího tvaru. V souladu s požadavky smlouvy byl vůz vyráběn ve verzi valník (vizuálně shodný s valníkem Tatra 92) a dále v napohled podobných verzích výzvědný (T 93R) a velitelský (T 93C) automobil.
Celkem vzniklo 783 kusů v letech 1938–1939 (dle jiných údajů 1937–1940). Rumunská armáda dodané vozy Tatra 93 využila především při tažení do Sovětského svazu.

## Technické údaje

### Motor a převodovka
Tatru 93 pohání vidlicový, vzduchem chlazený zážehový osmiválec s rozvodem OHC.  Motor má zdvihový objem 3981 cm³ (vrtání válců 80 mm, zdvih 99 mm). Dosahuje nejvyšší výkon 54,5 kW (74 k) při 3000 ot./min. Úhel rozevření řad válců je 90°. Kompresní poměr činí 5,5:1. Palivovou směs připravuje dvojitý spádový karburátor Solex 35 JFF. Umístění motoru je vpředu, podélně před přední nápravou.
Mazání je tlakové oběžné, se suchou klikovou skříní. Chlazení obstarává axiální ventilátor. Palivová nádrž má objem 130 l. Za motorem je umístěna suchá jednolamelová spojka. Za ní pak navazuje čtyřstupňová nesynchronizovaná převodovka a dvoustupňová redukční převodovka.
Elektrická soustava pracuje s napětím 12 V. Vůz je vybaven dynamoakumulátorovým zapalováním Bosch, s 12 V dynamem o výkonu 130 W hnaným klínovým řemenem od vačkové hřídele.

### Podvozek
Základ podvozku tvoří ocelová páteřová roura, vpředu opatřená přírubou pro blok motoru a převodovky. Vzadu jsou dvě hnací nápravy s výkyvnými poloosami. Ty jsou na každé straně odpružené společným půleliptickým listovým pérem. Poháněná přední náprava má nezávislé zavěšení polonáprav, odpružených šikmými čtvrteliptickými listovými péry. Rozchod předních kol činí 1500 mm, zadních 1760 mm (jednoduchá montáž) resp. 1330 mm (dvojitá montáž). Rozvor náprav je 2800 + 940 mm. Světlá výška pod nápravami je 250 mm. Vůz je vybaven navijákem o tažné síle 3000 kg.
Vůz je opatřen kapalinovými brzdami Lockheed na všech kolech. Kola jsou dvacetipalcová, s lisovanými ocelovými disky rozměru 5×20" a pneumatikami rozměru 6×20".

### Karosérie

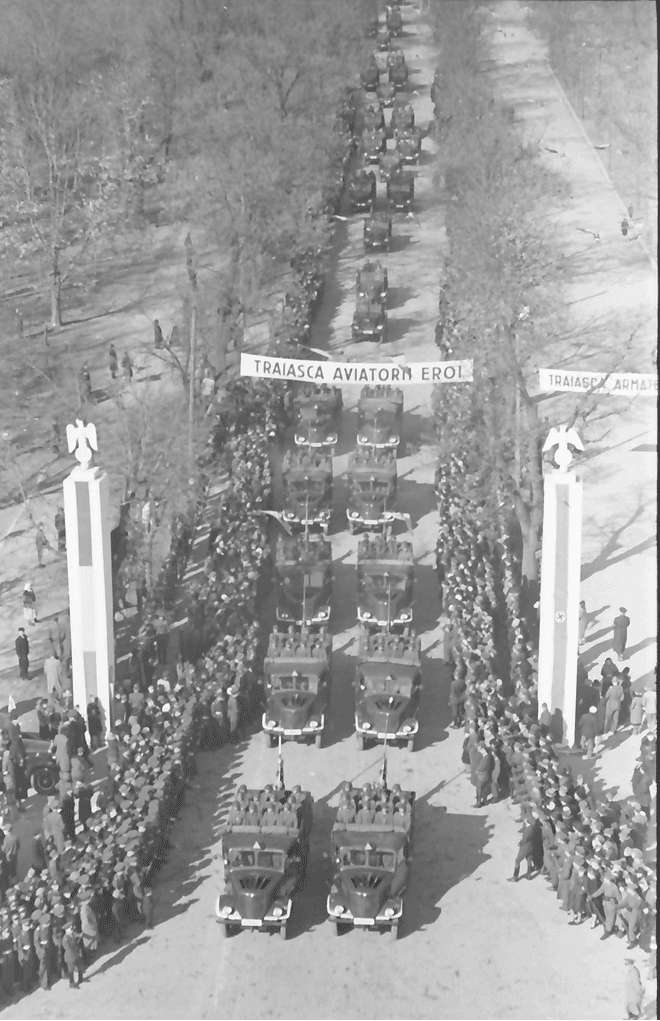
Bukurešť, vozy Tatra 93 na přehlídce rumunských vojsk po dobytí Oděsy, listopad 1941

Kabina vozu je smíšené konstrukce, s dřevěnou kostrou potaženou ocelovým plechem. Na střeše se nachází sklopný trojúhelník, pro signalizaci jízdy s vlekem. Čelní okno je dvoudílné, opatřené dvěma elektricky poháněnými stěrači. Dveře kabiny jsou uchycené vpředu.
Vozy nesly tyto nástavby:
- T93: valník s dřevěnými bočnicemi a stahovací plachtou. V ložném prostoru je pět odnímatelných příčných lavic pro přepravu mužstva. Zadní nápravy jsou osazeny dvojmontáží kol.[2]
- T93 C (comandă): velitelský, s otevřenou osobní karosérií, krytou stahovací plachtou s celuloidovými okénky. Vpředu je polstrovaná lavice pro řidiče a spolujezdce. Vzadu je dvoumístná polstrovaná lavice s opěrkami rukou. Před ní je sklopný pracovní stolek se dvěma sklopnými sedátky. V zadní části se nachází úložný prostor, se dvěma rezervními koly nahoře. Tato verze měla zadní nápravy osazeny jednoduchou montáží kol.[1]
- T93 R (recunoaștere): výzvědný (průzkumný), s otevřenou osobní karosérií, krytou stahovací plachtou s celuloidovými okénky. Vpředu je polstrovaná lavice pro řidiče a spolujezdce. Vzadu je prostor pro přepravu mužstva, se dvěma podélnými sklopnými lavicemi. Na každém boku karosérie jsou upevněna dvě rezervní kola (před a za zadními koly). Také tato verze měla zadní nápravy osazeny jednoduchou montáží kol.[1]

### Rozměry a výkony
(Údaje pravděpodobně pro verzi valník)

Délka: 5 945 mm

Šířka: 2 000 mm

Výška: 2 610 mm

Hmotnost podvozku: 1 850 kg

Celková hmotnost: 5 600 kg

Užitečná hmotnost: 2 000 kg

Maximální rychlost: 65 km/h (jiný zdroj: 70 km/h)

Spotřeba paliva: 32–35 l/100 km

Stoupavost: 55 %